# Добијако
Добијако (итал. Dobbiaco) је насеље у Италији у округу Болцано, региону Трентино-Јужни Тирол.
Према процени из 2011. у насељу је живело 2373 становника. Насеље се налази на надморској висини од 1217 м.

## Становништво
| 1931. | 1936. | 1951. | 1961. | 1971. | 1981. | 1991. | 2001. | 2011. |
| ----- | ----- | ----- | ----- | ----- | ----- | ----- | ----- | ----- |
| 2.123 | 2.323 | 2.470 | 2.559 | 2.666 | 2.845 | 3.122 | 3.240 | 3.314 |